# 塔拉纳基大区
塔拉纳基大区，為紐西蘭的行政大区之一，位于北岛西部。该大区总面积7,257km²，总人口108,100(2009)。首府是新普利茅斯市。塔拉纳基大区包含新普利茅斯区、南塔拉纳基区以及斯特拉特福德区的一部分。

## 地理

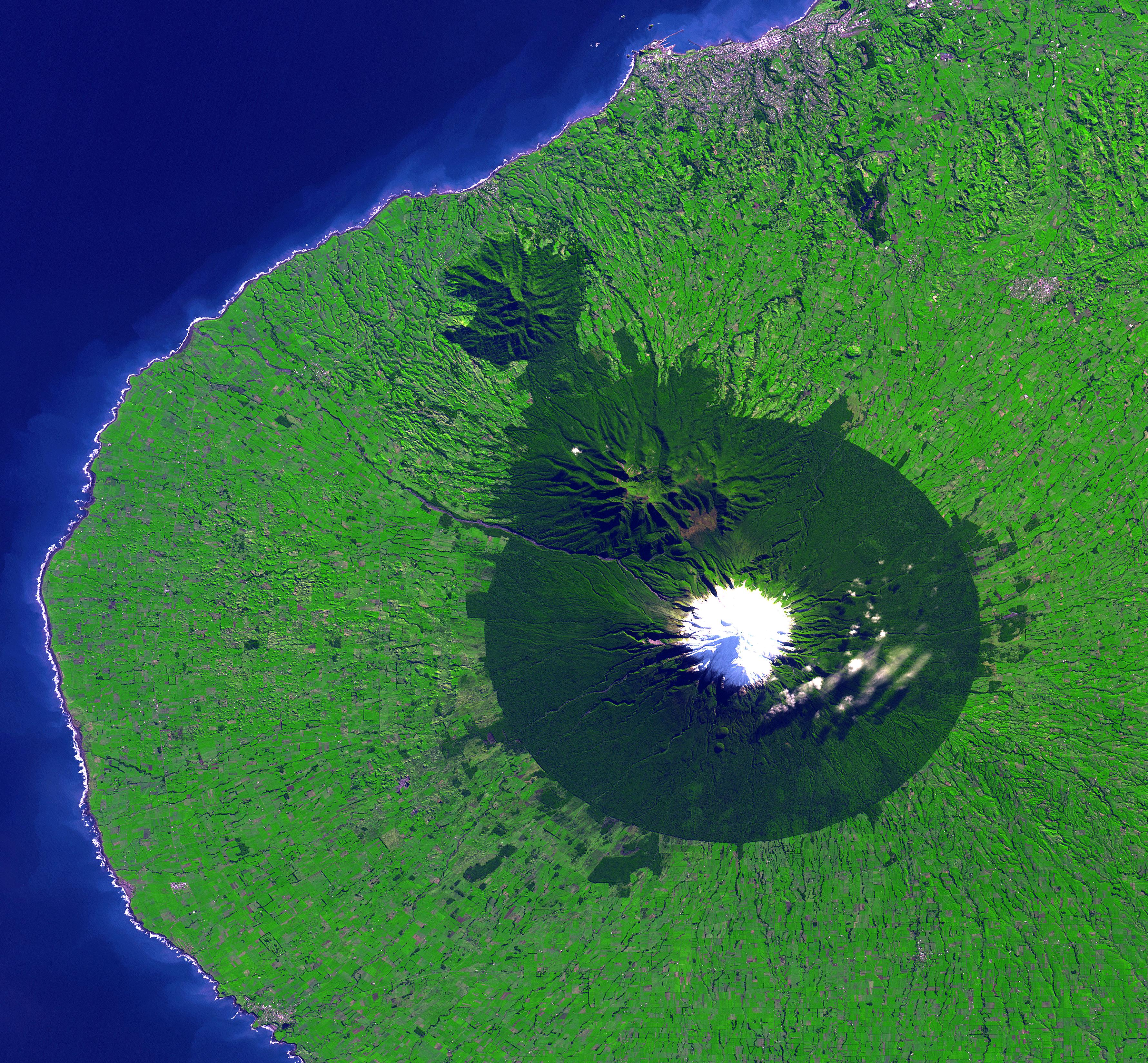
美國國家航空暨太空總署地球觀測的塔拉納基山衛星圖片。

塔拉纳基大区首府新普利茅斯市，是新西兰西海岸唯一的海港城市，并且也是全新西兰距离澳大利亚最近的海港城市。該地區的土壤非常肥沃，奶牛養殖佔主導地位，哈維拉的牛奶廠是南半球第二大的。塔拉纳基大区也有石油和天然氣的礦藏無論是在岸或離岸。在西南海岸之毛伊天然氣田(Maui Gas Field)供應新西蘭大部分的天然氣，也曾经支援过两个甲醇廠在摩突努伊。更多燃料和化肥是在卡普尼天然氣田(Kapuni Gas Field)及其他油井生产。离哈維拉以南五十公里的途易油田（Tui Oil Field）含有五千万桶（790万立方米）之儲量。至2009年瓦伊塔拉以北4.5公里的波霍庫拉氣田(Pohokura Gas Field) 目前是新西蘭最大的天然氣生產領域, 并製造量佔總生產量之42%。

## 经济

2010年新西蘭氣田生產量。

新普利茅斯市，是塔拉纳基大区主要经济中心，以田园农业为主（主要是乳品业），同时也有石油，天然气和石化产品的勘探和生产等行业。所以新普利茅斯市以新西兰的能源城市和乳品城市而著称。

## 风景名胜
塔拉纳基大区内的新普利茅斯市有大批卓越的植物园（例如市中心的普克庫拉公园），在市中心海边45米高的有争议性的风杖（wind wand）还有独特的塔纳纳奇山和艾格蒙山的风景。新普利茅斯市同时也享有特别的海港城市的声誉，因为开车只要30分钟，这座城市的居民和游客都可以在一天之内在同一座城市里滑雪，滑水和冲浪。

## 外部連結
39°18′00″S 174°08′00″E / 39.3°S 174.13333333333°E